# 55 Arietis
55 Arietis, som är stjärnans Flamsteed-beteckning, är en ensam stjärna belägen i den norra delen av stjärnbilden Väduren. Den har skenbar magnitud på ca 5,72 och är svagt synlig för blotta ögat där ljusföroreningar ej förekommer. Baserat på parallax enligt Gaia Data Release 2 på ca 3,6 mas, beräknas den befinna sig på ett avstånd på ca 910 ljusår (ca 279 parsek) från solen. Den rör sig närmare solen med en heliocentrisk radialhastighet av ca -2 km/s. Eggen (1995) listade den som troligen tillhörig superhopen IC 2391. Den kan vara en flyktstjärna med en egenrörelse på 25,9+3,9
−6,1 km/s i förhållande till sina grannar.

## Egenskaper
55 Arietis är en blå till vit jättestjärna i huvudserien av spektralklass B8 III. Den har en massa som är ca 4 solmassor, en radie som är ca 9,5 solradier och utsänder ca 326 gånger mera energi än solen från dess fotosfär vid en effektiv temperatur av ca 8 000 K.